# Danish Crown
Danish Crown är Europas största och världens näst största producent av svinkött. Företaget är dessutom Europas största förädlare av kött. Totalt sett är företaget världens största köttexportör. 

## Historik
Det första danska andelssvinslakteriet startades i Horsens 1887. Därefter startades en lång rad andelssvinslakterier runt om i landet under det kommande halvseklet. 1960 började dessa att slås ihop för att öka sin konkurrenskraft. 1998 slogs Danish Crown och Vestjyske Slagterier ihop. I den sista fusionen slogs Danish Crown ihop med Steff Houlberg. Alla dessa fusioner, tillsammans med uppköp och nedläggningar av mindre slakterier, har medfört att de flesta av Danmarks andels-svinslakterier nu ingår i Danish Crown.